# لاناو ديل نورتي
لاناو ديل نورتي هي مقاطعة في الفلبين، تتبع مينداناو الشمالية، بلغ عدد سكانها 607٬917 نسمة، في 2010، عاصمتها Tubod, Lanao del Norte ‏، تبلغ مساحتها 3٬346٫57 كيلومتر مربع، رمزها البريدي هو 9201–9222.

## الموقع
تشترك في الحدود مع:
- ميساميس أوتشيدنتال
- بوكيدنون
- لاناو ديل سور.

## التقسيمات الإدارية
- Bacolod, Lanao del Norte [الإنجليزية]‏
- Balo-i [الإنجليزية]‏
- Baroy [الإنجليزية]‏
- Kapatagan, Lanao del Norte [الإنجليزية]‏
- Kauswagan [الإنجليزية]‏
- Kolambugan [الإنجليزية]‏
- Lala, Lanao del Norte [الإنجليزية]‏
- Linamon [الإنجليزية]‏
- Magsaysay, Lanao del Norte [الإنجليزية]‏
- Maigo [الإنجليزية]‏
- Matungao [الإنجليزية]‏
- Munai [الإنجليزية]‏
- Nunungan [الإنجليزية]‏
- Pantao Ragat [الإنجليزية]‏
- Pantar, Lanao del Norte [الإنجليزية]‏
- Poona Piagapo [الإنجليزية]‏
- Salvador, Lanao del Norte [الإنجليزية]‏
- Sapad [الإنجليزية]‏
- Sultan Naga Dimaporo [الإنجليزية]‏
- Tagoloan, Lanao del Norte [الإنجليزية]‏
- Tangcal [الإنجليزية]‏
- Tubod, Lanao del Norte [الإنجليزية]‏.